# First Division 1919-1920
La First Division 1919-1920 è stata la 28ª edizione della massima serie del campionato inglese di calcio, disputato tra il 30 agosto 1919 e il 1º maggio 1920 e concluso con la vittoria del West Bromwich, al suo primo titolo.
Capocannoniere del torneo è stato Fred Morris (West Bromwich) con 37 reti.

## Stagione
La data di inizio del torneo, il primo dopo le ostilità della prima guerra mondiale, fu fissata per il 30 agosto 1919. Per festeggiare la vittoria nel conflitto planetario, la FA decise di allargare il torneo, passando da 20 a 22 squadre, inserendovi i due seguitissimi club della capitale, il Chelsea (ripescato dalla precedente edizione) e il Woolwich Arsenal (che militava in Second Division e che per l'occasione cambiò il suo nome in Arsenal).
Dalla bagarre iniziale uscì alla nona giornata il West Bromwich, già in vetta della classifica da tre turni assieme al Burnley. L'Albion da quel momento tentò la fuga, ostacolato dallo stesso Burnley e dal Newcastle Utd, primo tra la dodicesima e la quindicesima giornata. La fine del girone di andata vide il West Bromwich in testa con un punto di vantaggio sul Burnley.
All'inizio del girone di ritorno il West Bromwich allungò il passo rispetto alle rivali ed incrementò ulteriormente il suo vantaggio nei confronti del Burnley nelle battute conclusive del campionato, scongiurando con quattro giornate di anticipo un possibile sorpasso dell'inseguitrice ed assicurandosi alla giornata successiva il suo primo titolo nazionale.
Nella lotta per evitare la retrocessione ebbe la meglio il Blackburn che sorpassò all'ultima giornata Notts County, relegandolo in Second Division assieme allo Sheffield Weds, retrocesso da tempo.

## Squadre partecipanti
| Club            | Stagione | Città               | Stadio               | Stagione precedente                    |
| --------------- | -------- | ------------------- | -------------------- | -------------------------------------- |
| Arsenal         | dettagli | Londra              | Arsenal Stadium      | 5º posto in Second Division, ammesso   |
| Aston Villa     | dettagli | Birmingham          | Villa Park           | 14º posto in First Division            |
| Blackburn       | dettagli | Blackburn           | Ewood Park           | 3º posto in First Division             |
| Bradford City   | dettagli | Bradford            | Valley Parade        | 11º posto in First Division            |
| Bradford PA     | dettagli | Bradford            | ?                    | 9º posto in First Division             |
| Bolton          | dettagli | Bolton              | Burnden Park         | 17º posto in First Division            |
| Burnley         | dettagli | Burnley             | Turf Moor            | 4º posto in First Division             |
| Chelsea         | dettagli | Londra              | Stamford Bridge      | 19º posto in First Division, ripescato |
| Derby County    | dettagli | Derby County        | Baseball Ground      | 1º posto in Second Division, promosso  |
| Everton         | dettagli | Liverpool           | Goodison Park        | 1º posto in First Division             |
| Liverpool       | dettagli | Liverpool           | Anfield              | 13º posto in First Division            |
| Manchester City | dettagli | Manchester          | Hyde Road            | 5º posto in First Division             |
| Manchester Utd  | dettagli | Manchester          | Old Trafford         | 18º posto in First Division            |
| Middlesbrough   | dettagli | Middlesbrough       | Ayresome Park        | 12º posto in First Division            |
| Newcastle Utd   | dettagli | Newcastle upon Tyne | St James' Park       | 15º posto in First Division            |
| Notts County    | dettagli | Nottingham          | Meadow Lane          | 16º posto in First Division            |
| Oldham Athletic | dettagli | Oldham              | Boundary Park        | 12º posto in First Division            |
| Preston N.E.    | dettagli | Preston             | Deepdale             | 2º posto in Second Division, promosso  |
| Sheffield Utd   | dettagli | Sheffield           | Bramall Lane         | 6º posto in First Division             |
| Sheffield Weds  | dettagli | Sheffield           | Hillsborough Stadium | 7º posto in First Division             |
| Sunderland      | dettagli | Sunderland          | Roker Park           | 8º posto in First Division             |
| West Bromwich   | dettagli | West Bromwich       | The Hawthorns        | 10º posto in First Division            |

## Classifica finale
|       | Pos. | Squadra         | Pt | G  | V  | N  | P  | GF  | GS | Med   |
| ----- | ---- | --------------- | -- | -- | -- | -- | -- | --- | -- | ----- |
|       | 1.   | West Bromwich   | 60 | 42 | 28 | 4  | 10 | 104 | 47 | 2.213 |
|       | 2.   | Burnley         | 51 | 42 | 21 | 9  | 12 | 65  | 59 | 1.102 |
|       | 3.   | Chelsea         | 49 | 42 | 22 | 5  | 15 | 56  | 51 | 1.098 |
|       | 4.   | Liverpool       | 48 | 42 | 19 | 10 | 13 | 59  | 44 | 1.341 |
|       | 5.   | Sunderland      | 48 | 42 | 22 | 4  | 16 | 72  | 59 | 1.220 |
|       | 6.   | Bolton          | 47 | 42 | 19 | 9  | 14 | 72  | 65 | 1.108 |
|       | 7.   | Manchester City | 45 | 42 | 18 | 9  | 15 | 71  | 62 | 1.145 |
|       | 8.   | Newcastle Utd   | 43 | 42 | 17 | 9  | 16 | 44  | 39 | 1.128 |
| [ 3 ] | 9.   | Aston Villa     | 42 | 42 | 18 | 6  | 18 | 75  | 73 | 1.027 |
|       | 10.  | Arsenal         | 42 | 42 | 15 | 12 | 15 | 56  | 58 | 0.966 |
|       | 11.  | Bradford PA     | 42 | 42 | 15 | 12 | 15 | 60  | 63 | 0.952 |
|       | 12.  | Manchester Utd  | 40 | 42 | 13 | 14 | 15 | 54  | 50 | 1.080 |
|       | 13.  | Middlesbrough   | 40 | 42 | 15 | 10 | 17 | 61  | 65 | 0.938 |
|       | 14.  | Sheffield Utd   | 40 | 42 | 16 | 8  | 18 | 59  | 69 | 0.855 |
|       | 15.  | Bradford City   | 39 | 42 | 14 | 11 | 17 | 54  | 63 | 0.857 |
|       | 16.  | Everton         | 38 | 42 | 12 | 14 | 16 | 69  | 68 | 1.015 |
|       | 17.  | Oldham Athletic | 38 | 42 | 15 | 8  | 19 | 49  | 52 | 0.942 |
|       | 18.  | Derby County    | 38 | 42 | 13 | 12 | 17 | 47  | 57 | 0.825 |
|       | 19.  | Preston N.E.    | 38 | 42 | 14 | 10 | 18 | 57  | 73 | 0.781 |
|       | 20.  | Blackburn       | 37 | 42 | 13 | 11 | 18 | 64  | 77 | 0.831 |
|       | 21.  | Notts County    | 36 | 42 | 12 | 12 | 18 | 56  | 74 | 0.757 |
|       | 22.  | Sheffield Weds  | 23 | 42 | 7  | 9  | 26 | 28  | 64 | 0.438 |

Legenda:
      Campione d'Inghilterra.
      Retrocessa in Second Division.
Regolamento:
Due punti a vittoria, uno a pareggio, zero a sconfitta.
A parità di punti le squadre venivano classificate secondo il quoziente reti.

## Risultati

### Tabellone
|                 | Ars  | Ast  | Bla  | Bol  | BrP  | BrC  | Bur  | Che  | Der  | Eve  | Liv  | MaC  | MaU  | Mid  | New  | NCo  | Old  | PNE  | ShU  | ShW  | Sun  | WBA  |
| --------------- | ---- | ---- | ---- | ---- | ---- | ---- | ---- | ---- | ---- | ---- | ---- | ---- | ---- | ---- | ---- | ---- | ---- | ---- | ---- | ---- | ---- | ---- |
| Arsenal         | –––– | 0-1  | 0-1  | 2-2  | 3-0  | 1-2  | 2-0  | 1-1  | 1-0  | 1-1  | 1-0  | 2-2  | 0-3  | 2-1  | 0-1  | 3-1  | 3-2  | 0-0  | 3-0  | 3-1  | 3-2  | 1-0  |
| Aston Villa     | 2-1  | –––– | 1-2  | 3-6  | 1-0  | 3-1  | 2-2  | 5-2  | 2-2  | 2-2  | 0-1  | 0-1  | 2-0  | 5-3  | 4-0  | 3-1  | 3-0  | 2-4  | 4-0  | 3-1  | 0-3  | 2-4  |
| Blackburn       | 2-2  | 5-1  | –––– | 2-2  | 3-3  | 4-1  | 2-3  | 3-1  | 2-0  | 3-2  | 0-2  | 1-4  | 5-0  | 0-2  | 2-0  | 1-1  | 0-1  | 4-0  | 4-0  | 1-0  | 3-0  | 1-5  |
| Bolton          | 2-2  | 2-1  | 2-1  | –––– | 1-2  | 1-1  | 1-1  | 1-2  | 3-0  | 0-2  | 0-3  | 6-2  | 3-5  | 2-1  | 0-3  | 1-0  | 1-0  | 4-1  | 1-0  | 2-0  | 1-0  | 1-2  |
| Bradford        | 0-0  | 6-1  | 5-2  | 2-0  | –––– | 0-0  | 0-1  | 1-0  | 1-1  | 0-2  | 1-2  | 2-1  | 1-4  | 1-1  | 0-1  | 0-1  | 2-0  | 3-3  | 1-0  | 3-0  | 2-2  | 0-4  |
| Bradford City   | 1-1  | 3-1  | 3-1  | 0-1  | 0-0  | –––– | 2-1  | 3-1  | 3-1  | 3-3  | 1-3  | 1-0  | 2-1  | 0-1  | 1-0  | 3-4  | 1-1  | 2-2  | 1-2  | 1-1  | 2-0  | 3-0  |
| Burnley         | 2-1  | 0-0  | 3-1  | 2-1  | 2-6  | 1-1  | –––– | 2-3  | 2-0  | 5-0  | 1-2  | 2-0  | 2-1  | 5-3  | 1-0  | 2-1  | 2-1  | 1-1  | 2-2  | 2-0  | 2-1  | 2-2  |
| Chelsea         | 3-1  | 2-1  | 2-1  | 2-3  | 4-0  | 1-0  | 0-1  | –––– | 0-0  | 0-1  | 1-0  | 1-0  | 1-0  | 3-1  | 0-0  | 2-0  | 1-0  | 4-0  | 1-0  | 1-1  | 2-0  | 2-0  |
| Derby County    | 2-1  | 1-0  | 0-0  | 1-2  | 0-0  | 3-0  | 0-2  | 5-0  | –––– | 2-1  | 3-0  | 0-0  | 1-1  | 1-2  | 1-0  | 3-1  | 1-1  | 2-0  | 5-1  | 2-1  | 3-1  | 0-4  |
| Everton         | 2-3  | 1-1  | 3-0  | 3-3  | 2-0  | 4-1  | 2-2  | 2-3  | 4-0  | –––– | 0-0  | 2-0  | 0-0  | 5-2  | 4-0  | 1-2  | 0-2  | 0-1  | 3-0  | 1-1  | 1-3  | 2-5  |
| Liverpool       | 2-3  | 2-1  | 3-0  | 2-0  | 3-3  | 2-1  | 0-1  | 0-1  | 3-0  | 3-1  | –––– | 1-0  | 0-0  | 1-0  | 1-1  | 3-0  | 2-2  | 1-2  | 2-0  | 1-0  | 3-2  | 0-0  |
| Manchester City | 4-1  | 2-2  | 8-2  | 1-4  | 4-1  | 1-0  | 3-1  | 1-0  | 3-1  | 1-1  | 2-1  | –––– | 3-3  | 1-0  | 0-0  | 4-1  | 3-1  | 1-0  | 3-3  | 4-2  | 1-0  | 2-3  |
| Manchester Utd  | 0-1  | 1-2  | 1-1  | 1-1  | 0-1  | 0-0  | 0-1  | 0-2  | 0-2  | 1-0  | 0-0  | 1-0  | –––– | 1-1  | 2-1  | 0-0  | 1-1  | 5-1  | 3-0  | 0-0  | 2-0  | 1-2  |
| Middlesbrough   | 1-0  | 1-4  | 2-2  | 1-3  | 1-2  | 4-0  | 4-0  | 0-0  | 2-0  | 1-1  | 3-2  | 0-2  | 1-1  | –––– | 0-1  | 5-2  | 1-0  | 4-1  | 1-0  | 3-0  | 0-2  | 0-0  |
| Newcastle Utd   | 3-1  | 2-0  | 0-0  | 0-1  | 4-0  | 0-1  | 0-0  | 3-0  | 0-0  | 3-0  | 3-0  | 3-0  | 2-1  | 0-0  | –––– | 2-1  | 0-1  | 1-0  | 2-1  | 1-1  | 2-3  | 0-2  |
| Notts County    | 2-2  | 2-1  | 5-0  | 2-2  | 0-2  | 5-2  | 2-0  | 0-1  | 2-2  | 1-1  | 1-0  | 4-1  | 0-2  | 1-1  | 0-0  | –––– | 2-1  | 1-2  | 2-2  | 3-1  | 2-2  | 2-0  |
| Oldham Athletic | 3-0  | 0-3  | 0-0  | 2-0  | 2-2  | 0-1  | 1-0  | 1-0  | 3-0  | 4-1  | 1-1  | 1-3  | 0-3  | 1-2  | 1-0  | 0-0  | –––– | 4-1  | 4-0  | 1-0  | 2-1  | 2-1  |
| Preston N.E.    | 1-1  | 3-0  | 0-0  | 1-1  | 0-3  | 1-5  | 0-1  | 3-1  | 1-1  | 1-1  | 2-1  | 1-1  | 2-3  | 3-1  | 2-3  | 2-0  | 2-1  | –––– | 2-0  | 3-0  | 5-2  | 0-1  |
| Sheffield Utd   | 2-0  | 1-2  | 2-0  | 3-2  | 2-2  | 0-0  | 1-3  | 3-1  | 0-0  | 1-1  | 3-2  | 3-1  | 2-2  | 5-1  | 2-1  | 3-0  | 1-0  | 2-1  | –––– | 3-0  | 3-1  | 1-0  |
| Sheffield Weds  | 1-2  | 0-1  | 0-0  | 0-2  | 0-1  | 1-0  | 3-1  | 0-2  | 2-0  | 1-0  | 2-2  | 0-0  | 1-3  | 0-1  | 0-1  | 0-0  | 1-0  | 0-1  | 2-1  | –––– | 0-2  | 0-3  |
| Sunderland      | 1-1  | 2-1  | 2-0  | 2-0  | 2-0  | 2-0  | 3-0  | 3-2  | 2-1  | 2-3  | 0-1  | 2-1  | 3-0  | 1-1  | 2-0  | 3-1  | 3-0  | 1-0  | 3-2  | 2-1  | –––– | 4-1  |
| West Bromwich   | 1-0  | 1-2  | 5-2  | 4-1  | 3-1  | 4-1  | 4-1  | 4-0  | 3-0  | 4-3  | 1-1  | 2-0  | 2-1  | 4-1  | 3-0  | 8-0  | 3-1  | 4-1  | 0-2  | 1-3  | 4-0  | –––– |

## Statistiche

### Primati stagionali
- Maggior numero di vittorie:  West Bromwich (28)
- Minor numero di sconfitte:  West Bromwich (10)
- Migliore attacco:  West Bromwich (104 goal fatti)
- Miglior difesa:  Newcastle (39 reti subite)
- Miglior media goal:  West Bromwich (2.213)
- Maggior numero di pareggi:  Manchester United,  Everton (14)
- Minor numero di pareggi:  West Bromwich,  Sunderland (4)
- Maggior numero di sconfitte:  Sheffield Wednesday (28)
- Minor numero di vittorie:  Sheffield Wednesday (7)
- Peggior attacco:  Sheffield Wednesday (28 reti segnate)
- Peggior difesa:  Blackburn (77 reti subite)
- Peggior media goal:  Sheffield Wednesday (0.438)